# Mamitschka
Mamitschka ist ein deutscher Spielfilm von 1955 unter der Regie von Rolf Thiele. Der Stoff aus dem nachkriegsdeutschen Alltag von Vertriebenen ging auf eine Reportage des Stern zurück.  In der Tragikomödie mit karikierend-kritischem Blick auf die Abwehrhaltung der Einheimischen scheitert eine Flüchtlingsfamilie aus Böhmen. Der Film erschien im Verleih der Deutschen London-Film (Hamburg) und hatte am 20. September 1955 in Hannover Premiere.

## Handlung
Die neunköpfige Familie Navratil aus Budweis erhält nach der Vertreibung der Deutschen aus Böhmen und ihrer Ankunft in einer kleinen süddeutschen Stadt nach einer Zeit im Auffanglager Unterkunft bei Herrn Samhaber, der, wie seine Frau, voller Vorurteile gegen die neun Personen aus dem Osten ist. Die Töchter geraten auf Abwege, und die Söhne versuchen sich im Schwarzhandel. Zwischendurch war noch ein verwaistes afroamerikanisches Besatzungskind zur Gruppe gestoßen, das sie in die Familie aufgenommen haben. Die Nawratils, die von Mamitschka angeführt werden, schlagen sich mit Gelegenheitsarbeiten durch, bis Benjamin, der elfjährige Sohn, ihnen einen Totogewinn von 75.000 Mark beschert. Dies reißt die in aller Armut glückselige Schar jäh auseinander; die drei ältesten Kinder geraten auf die schiefe Bahn. Zwei Kinder verunglücken tödlich mit dem neuen Motorrad. Ein deutschstämmiger Besatzungssoldat heiratet schließlich die älteste Tochter und nimmt die ganze Familie mit nach Amerika.

## Hintergrund
Der Film wurde im Filmatelier Göttingen produziert. Die Außenaufnahmen entstanden in Göttingen und Umgebung sowie in Bamberg.
Zur Finanzierung des Films war eine Bundesbürgschaft erforderlich, aber der zuständige Ausschuss hatte „Bedenken gegen den Stoff, da er sich stark auf das Flüchtlingsmilieu beziehe und im Gegensatz zu den Bemühungen der Bundesregierung nicht die Eingliederung, sondern die Isolierung der Flüchtlinge zeige.“ Man befürchtete, der Stoff könnte in Flüchtlingskreisen Widerspruch auslösen. Um die Bedenken auszuräumen, fanden in München Sondervorführungen vor Sudetendeutschen statt. „Die Kritik würdigte den Film als realistisch und feierte ihn überschwenglich, das deutsche Publikum nahm ihn aber nicht an,“ schrieb Andreas Kossert. Hingegen wurde Mamitschka in Österreich und in der Schweiz ein großer Erfolg; dennoch erwies sich der Film letztlich als finanzieller Verlust.

## Musik
In der Filmmusik wird die alte Heimat Böhmen extradiegetisch durch ein Leitmotiv-Zitat aus Die Moldau von Bedřich Smetana repräsentiert. Die Ankunft im ersten Aufenthaltsort der Filmfamilie wird von Filmschlager Sei nicht traurig Mamitschka, wenn du an Böhmen denkst (Text: Bruno Balz, Musik: Norbert Schultze) untermalt, wobei beide Musiken durch den Film hindurch motivisch verarbeitet werden. Die kulturelle Lebenswelt, in der sich die jugendlichen Kinder der Filmfamilie bewegen, wird demgegenüber als von Jazzmusik geprägt vorgestellt.

## Kritiken
Günther Specovius schrieb in Die Zeit,
Was diesen Film der Göttinger Filmaufbau-G.m.b.H. nun weit über den Durchschnitt der verfälschten Seelendramen und langweiligen Kinorevuen hinaushebt, das ist die ungewöhnlich sensible Regieführung Rolf Thieles. Thiele, der schon seinem leider kaum beachteten Film „Sie“ jenen Touche gab, der manchmal an die großen Vorbilder der französischen Regisseure denken ließ, verlieh diesem rührenden, doch niemals sentimentalen Märchen viel vom Zauber einer echten tragischheiteren Begebenheit. Bemerkenswert ist auch das eigenwillige Geschick, mit dem er die Rollen besetzte und zum Beispiel Rudolf Platte aus dem Klischee des Filmblödels löste, indem er ihn sehr feinfühlend den Tatinek spielen ließ. In Mila Kopp, der Gattin Christian Kayßlers, die hier zum zweitenmal vor der Kamera steht, fand er eine Mamitschka von unvergeßlicher, urtümlicher Kraft.
Der sozialdemokratische Vorwärts schrieb 1957 angesichts des Misserfolgs des Films in der Bundesrepublik:
Hierzulande schluckt man es nicht allzugern, daß auch hinter den Bergen nach Osten noch Menschen wohnen – manchmal sogar Menschen mit mehr Herz als wir, Böhmen, Slawen sind bei uns nicht allzu beliebt. Und nun gar mitansehen zu müssen, daß solche Menschen bei uns nicht heimisch werden, weil sie sich trotz allen Schmalzpolsters der beträchtlichen Kühle unserer Gemütstemperaturen nicht anzupassen vermögen, das kann man vom Publikum des Wirtschaftswunders nicht verlangen.
Tatyana Synková hebt hervor, dass der Film „die kulturellen Unterschiede zwischen Sudetendeutschen und Süddeutschen [zeigt], die man durchaus auf den tschechischen Einfluss zurückführen kann“. Allerdings werde „etwas schablonenartig [...] in dem Film gezeigt, wie das durch den Lottogewinn erlangte Geld den Charakter verderben kann und in jedem Familienmitglied die negativen Seiten hervorruft. Da sind die Kinder, die sofort auf die schiefe Bahn geraten, die, die ihren Gewinn verspielen und die, die doch noch leicht den Überblick über ihr Leben behalten. Vor allem aber kämpft die Familie in der neuen Heimat mit Integrationsproblemen, und macht die Erfahrung, auf beiden Seiten der deutsch-tschechischen Grenze als "anders" zu gelten.“
Andreas Kossert konstatierte, dass im Gegenzug zum vorurteilsbeladenen Ehepaar Samhaber die Vertriebenen sympathisch dargestellt werden, „wenn auch stereotyp. Sie hat viele Kinder, hält zuweilen die bürgerlichen Distanz- und Anstandsregeln nicht ein, kann mit Geld nicht umgehen und begeht kleinere Diebstähle. Ihre Sprache ist holprig und dialektgefärbt, was auch im Titellied deutlich anklingt.“